# Guanmiao (köpinghuvudort i Kina, Hubei Sheng, lat 31,71, long 113,70)
Guanmiao är en köpinghuvudort i Kina. Den ligger i provinsen Hubei, i den centrala delen av landet, omkring 140 kilometer nordväst om provinshuvudstaden Wuhan. Antalet invånare är 43 906. Befolkningen består av 21 043 kvinnor och 22 863 män. Barn under 15 år utgör 16,0 %, vuxna 15-64 år 72 %, och äldre över 65 år 10,0 %.
Runt Guanmiao är det tätbefolkat, med 356 invånare per kvadratkilometer. Närmaste större samhälle är Longquanzhen, 5,2 km sydost om Guanmiao. Trakten runt Guanmiao består till största delen av jordbruksmark.
Genomsnittlig årsnederbörd är 1 211 millimeter. Den regnigaste månaden är augusti, med i genomsnitt 187 mm nederbörd, och den torraste är december, med 12 mm nederbörd.